# 県村 (岡山県)
県村（あがたむら）は、岡山県真庭郡にあった村。現在の真庭市蒜山上長田、蒜山下長田、蒜山下福田、蒜山富掛田、蒜山富山根、蒜山中福田に当たる。

## 歴史
- 1889年（明治22年）6月1日 - 町村制施行に伴い、大庭郡上長田村、下長田村、下福田村、富掛田村、富山根村、中福田村が合併し、県村となる。大字上長田に役場を置く。
- 1900年（明治33年）4月1日 - 大庭郡が真島郡と合併し、真庭郡となる。県村は真庭郡の所属となる。
- 1902年（明治35年）4月1日 - 県村が真庭郡茅部村の一部（大字下見）と合併し八束村となる。県村は廃止。

## 大字
大字は真庭市となった現在も存続している。名前については真庭市成立時にそれぞれの大字名に蒜山を冠することとなった。
- 上長田（かみながた） ： 現在の真庭市蒜山上長田（〒717-0505）
- 下長田（しもながた） ： 現在の真庭市蒜山下長田（〒717-0506）
- 下福田（しもふくだ） ： 現在の真庭市蒜山下福田（〒717-0504）
- 富掛田（とみかけだ） ： 現在の真庭市蒜山富掛田（〒717-0502）
- 富山根（とみやまね） ： 現在の真庭市蒜山富山根（〒717-0503）
- 中福田（なかふくだ） ： 現在の真庭市蒜山中福田（〒717-0501）

## 現在

### 教育

#### 中学校
- 真庭市立蒜山中学校

#### 高等学 校
- 岡山県立蒜山高等学校

### 交通

#### 鉄道
旧村内を走る鉄道およびその駅なし。

#### 道路

##### 高速道路
旧村内を走る高速道路なし。

##### 国道
- 国道313号
- 国道482号

##### 県道
- 主要地方道

旧村内を走る主要地方道なし。
- 一般県道
  - 岡山県道322号中福田湯原線
  - 岡山県道324号東茅部下福田線
  - 岡山県道422号蒜山高原線
- *岡山県道702号八束川上自転車道線

### 河川・山岳

#### 河川
- 旭川
- 高松川
- 戸谷川
- 宇田川
- 三谷川

#### 山岳
- 蒜山三座（上蒜山・中蒜山・下蒜山）

### 名所・旧跡・観光スポット・祭事・催事

#### 名所・観光スポット
- 蒜山高原
- ひるぜんジャージーランド
- 上蒜山スキー場
- 蒜山やつか温泉
- 塩釜の冷泉

### 寺院・神社

#### 寺院
- 高福寺
- 福王寺

#### 神社
- 長田神社
- 福田神社